# Eduardo Bustos Montoya
Eduardo Bustos Montoya (født 3. oktober 1976) er en tidligere argentinsk fodboldspiller.